# Sumatra Meridional
Sumatra Meridional (en indonesi Sumatera Selatan) és una província d'Indonèsia. Té una extensió de 53.435,72 km² i una població de 6.900.000 habitants (2000). La capital és Palembang.

## Història
Excavacions efectuades l'any 2000 a la desembocadura del riu Musi, més avall de Palembang, han revelat l'existència de dos indrets portuaris que datarien del segle i.
La inscripció anomenada Kedukan Bukit, datada de l'any 683 i trobada a l'illa de Bangka, al costat de Sumatra, proclama que Dapunta Hyang (sobirà) va embarcar a bord de 1.300 naus i al capdavant de 20.000 soldats.
A Palembang, s'han trobat dues inscripcions. La Talang Tuo, datada de 684, menciona el nom de Dapunta Hyang Sri Jayanaga. Kota Kapur, datada el 686, és una imprecació en nom de la kadatuan (principat) de Sriwijaya contra els que violen la seva llei.
Texts àrabs i xinesos confirmen que Sriwijaya fou un Estat poderós que controlava l'estret de Malaca, que en aquell temps ja era una important via marítima internacional. La ciutat estat de Sriwijaya es trobava a l'emplaçament de l'actual Palembang.